# Елия Петина
Елия Петина (на латински: Aelia Paetina; 1 век) е втората съпруга на по-късния император Клавдий.

## Биография
Произлиза от фамилията на Елии – Туберони, дъщеря е на Секст Елий Кат, консул през 4 г., и осиновена сестра на преторианския префект Луций Елий Сеян.
Тя се омъжва през 28 г. за Клавдий. Нейното единствено дете, Клавдия Антония, се ражда през 30 г. Клавдий се развежда с нея една година по-късно, в годината, когато брат ѝ Сеян е свален. След смъртта на Валерия Месалина той обмисля да се ожени за нея още веднъж, но се решава за неговата племенница Агрипина Младша.